# Dytiscus dimidiatus
Dytiscus dimidiatus es una especie de escarabajo del género Dytiscus, familia Dytiscidae. Fue descrita científicamente por Bergsträsser en 1778.

## Distribución geográfica
Habita en Europa y norte de Asia (excepto China).